# اویدیو سرانتانو
اویدیو سرانتانو (به انگلیسی: Ovidiu Cernăuțeanu) (زاده ۲۳ اوت ۱۹۷۴) خوانندهٔ رومانیایی است.
او در مسابقه آواز یوروویژن ۲۰۱۰ و مسابقه آواز یوروویژن ۲۰۱۴ به همراه پائولا سلینگ نماینده رومانی بود.